# Theo van Hoytema
Theodorus van Hoytema, or Hoijtema (18 décembre 1863, La Haye - 28 août 1917, La Haye) est un lithographe hollandais, spécialiste du dessin ornithologique.

## Biographie
Theo est le benjamin d'une famille de huit enfants qui se sont retrouvés orphelins dans les années 1870 et ont été élevés par des proches dans le village de Klein Stadwijk (Voorschoten). Une de ses grandes sœurs lui donne ses premières leçons de dessin. Avec deux de ses frères il fait ses études au lycée Stedelijk de Leyde et passe un examen de comptable. Mais Theo décide de devenir artiste.
Il suit des cours de dessin à l'Académie royale des beaux-arts de La Haye et se passionne pour le dessin d'animaux naturalisés du musée national d'histoire naturelle de Leyde, le Rijksmuseum.

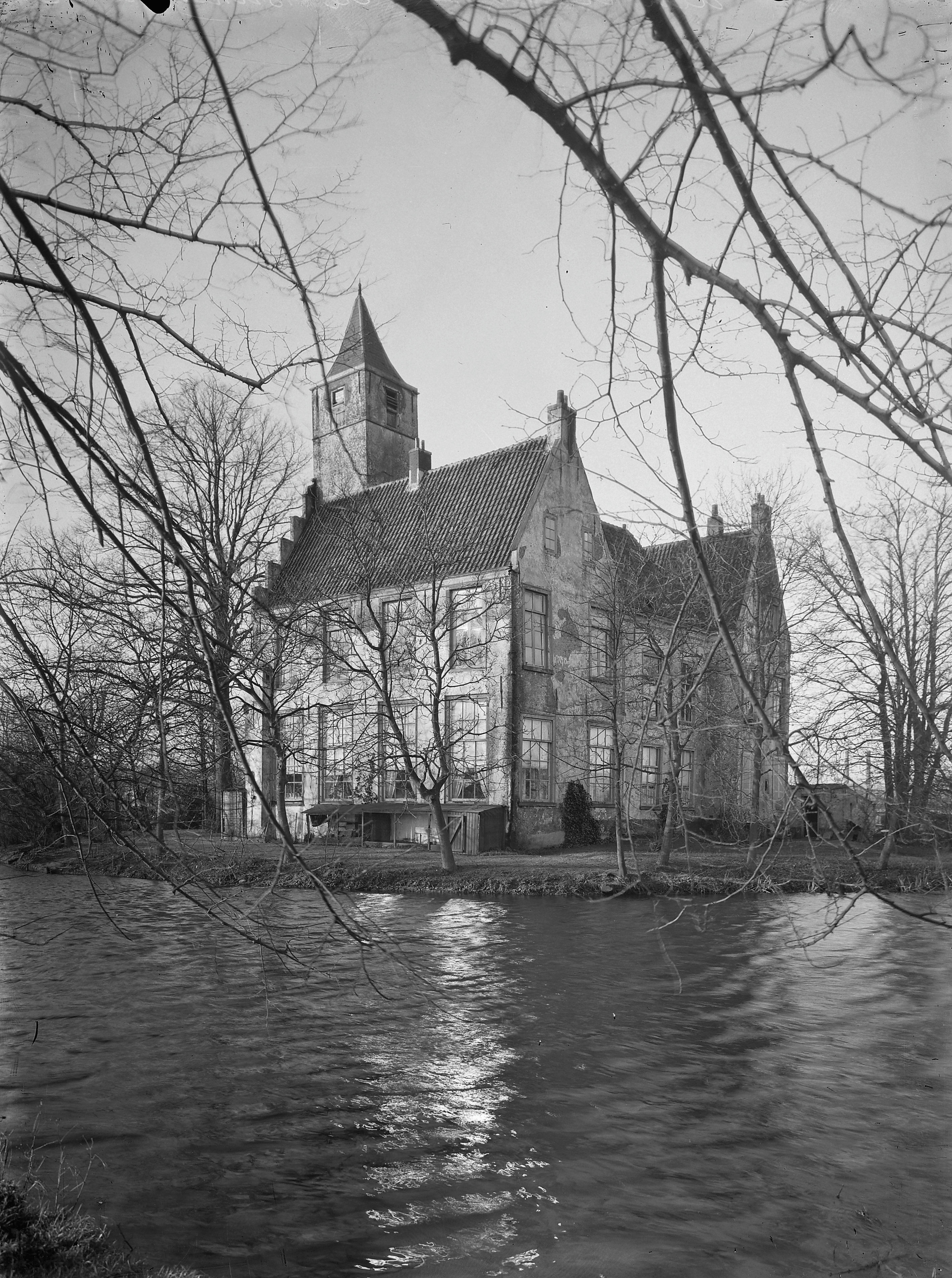
Le château de Binckhorst, que l'on retrouve dans Le Vilain Petit Canard

Son oncle, Adriaan van Oordt, directeur des Éditions Brill, lui obtient ses premières commandes d'illustrations scientifiques. Theo commence à s'intéresser à la lithographie et s'installe en 1890 dans un chalet de jardin au château de Binckhorst. L'année suivante, le succès remporté par son premier livre d'images, Comment les oiseaux eurent un roi (Hoe de vogels aan een koning kwamen), lui permet de se marier et de s'installer dans un village de la banlieue de La Haye, à Loosduinen. Mais il divorce en 1902. Le couple n'a pas eu d'enfant.
En 1892, il était devenu membre du Cercle des artistes de La Haye (Haagsche Kunstkring), puis d'Arti et Amicitiae l'année suivante. Il commence à publier une série de livres d'images sur le thème des oiseaux, dont le premier est Le Vilain Petit Canard.
Il continue à déménager, d'abord à Voorburg, puis à Hilversum en 1897. Il s'installe pour plusieurs mois à Londres chez sa famille. Sa santé se dégrade : il est hospitalisé en 1904 et 1905 et fait un court séjour dans un sanatorium psychiatrique. À sa sortie, il est hébergé chez une de ses sœurs à La Haye qui s'occupera de lui jusqu'à sa mort.
Malgré sa maladie, c'est pendant cette période qu'il crée de nombreux calendriers qui lui attirent la gloire. Ses dessins inspirent également des motifs de céramique et de meubles dans la mouvance de l'Art nouveau.

## Bibliographie et postérité

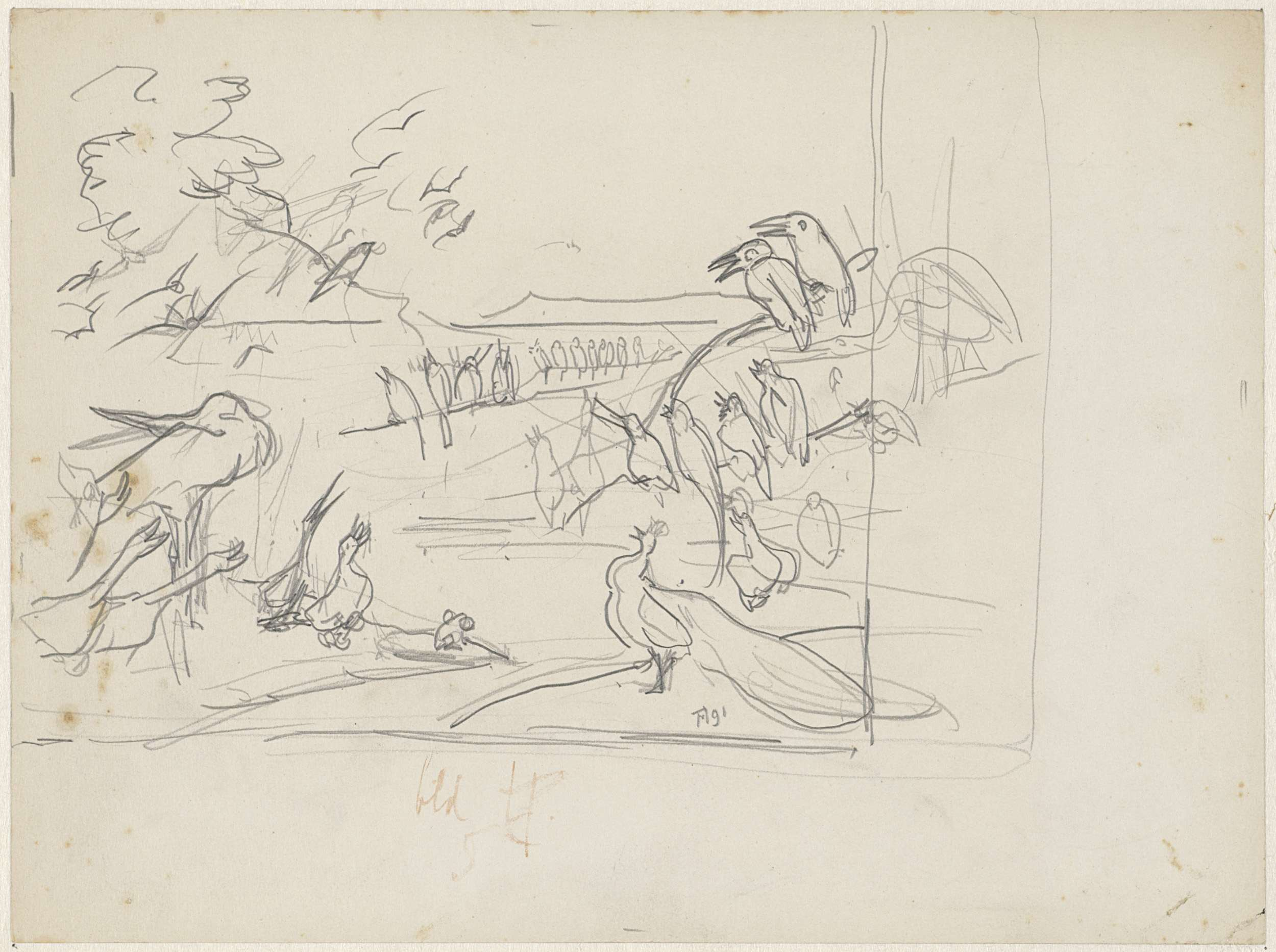
Les oiseaux se choisissent un roi, 1891.
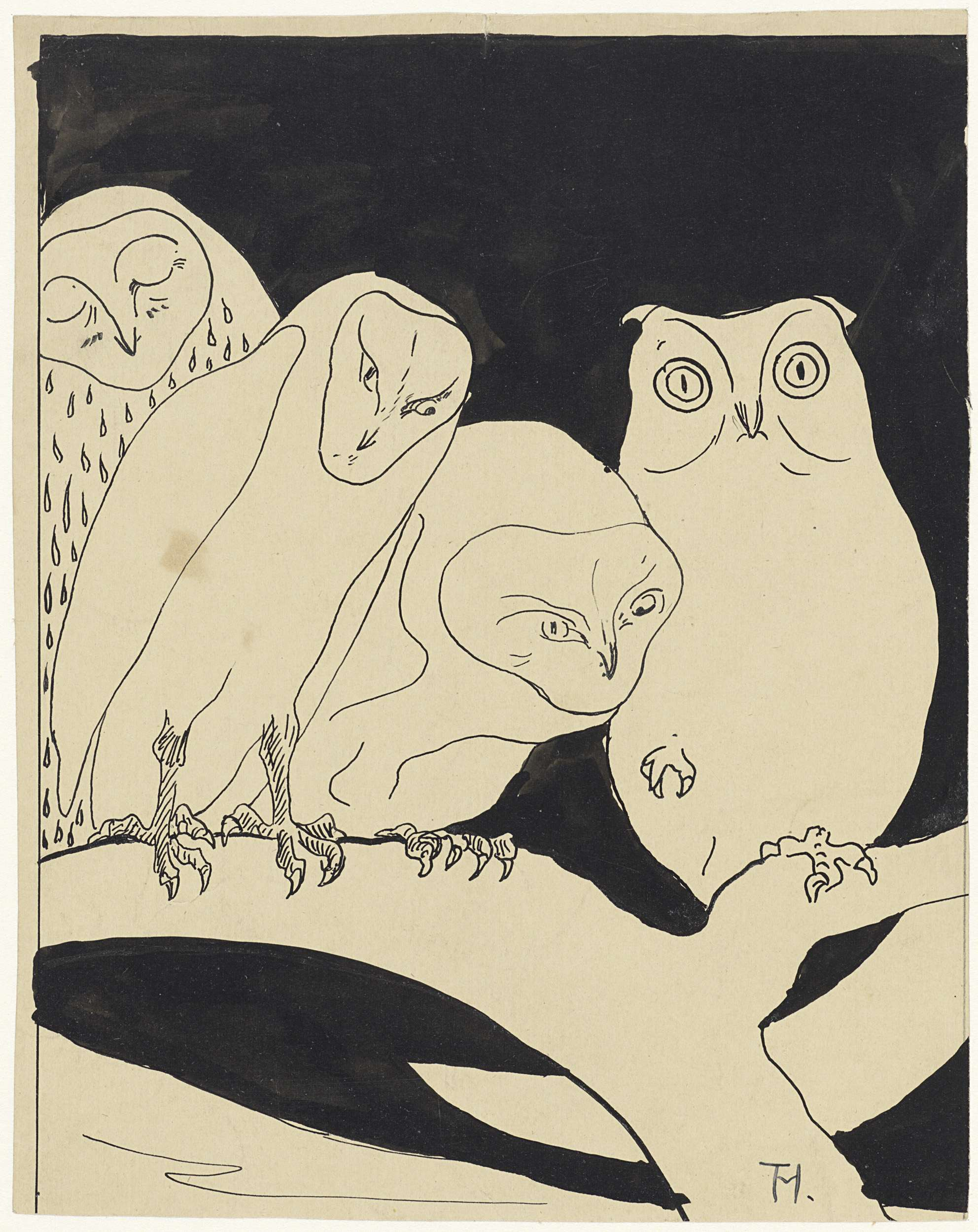
Les chouettes sur la branche.
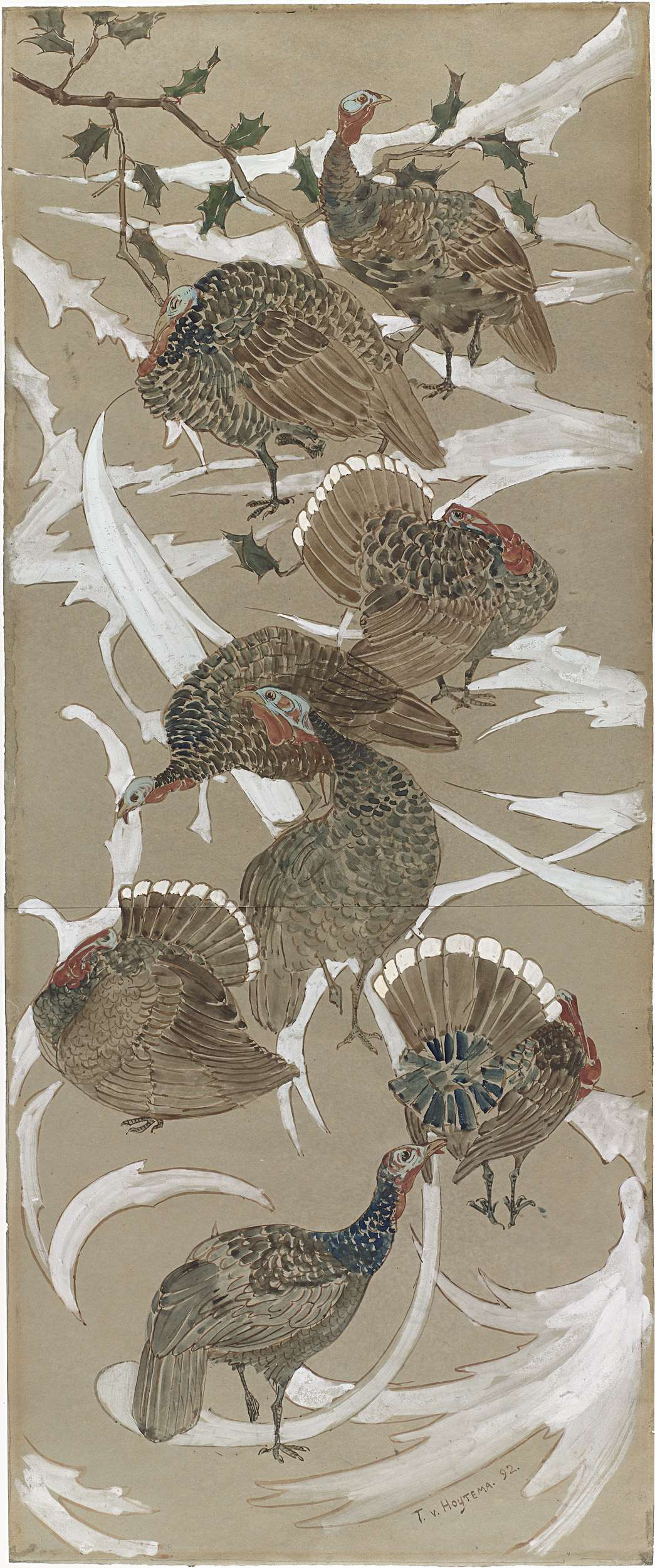
Huit dindons.
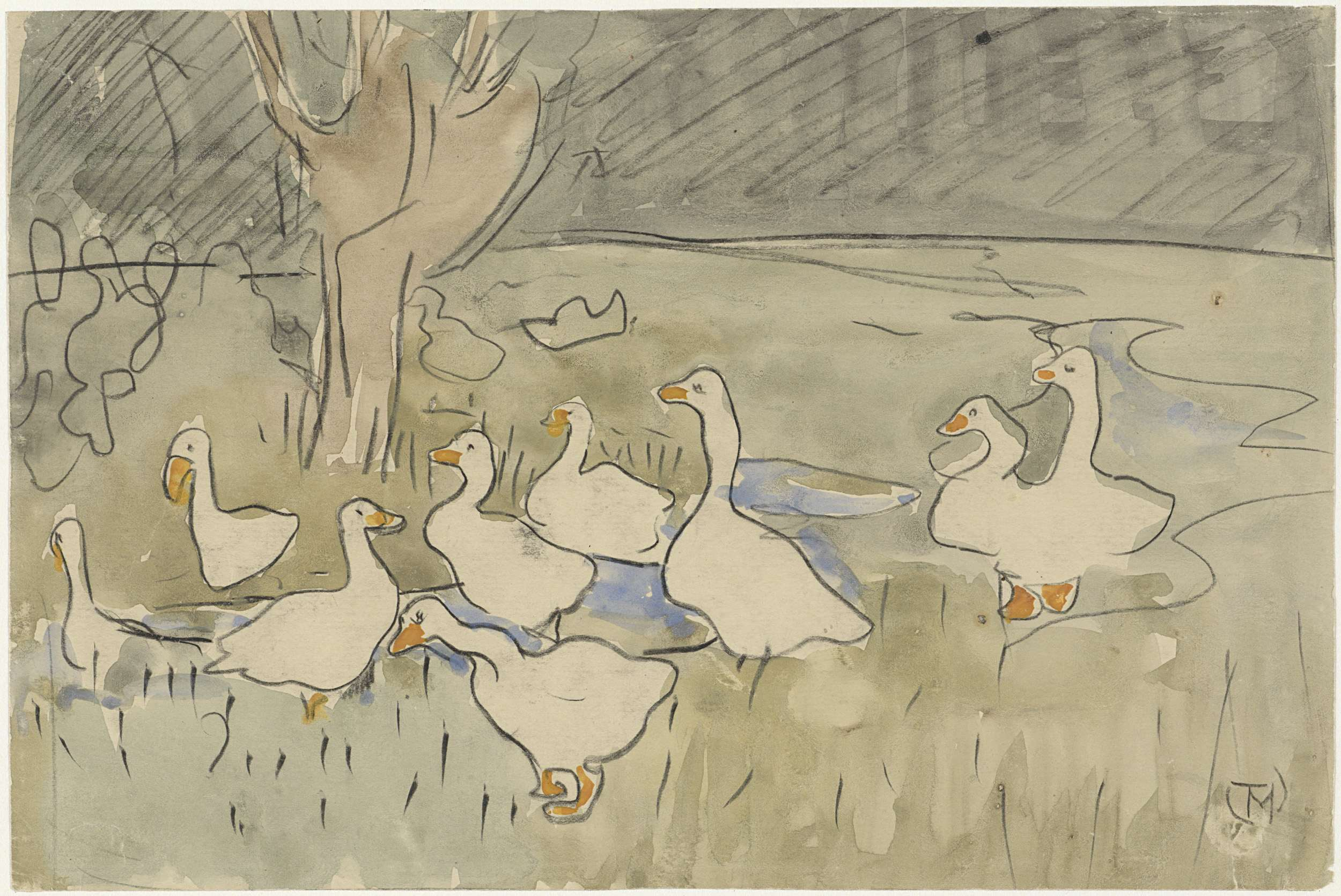
Canards, esquisse.
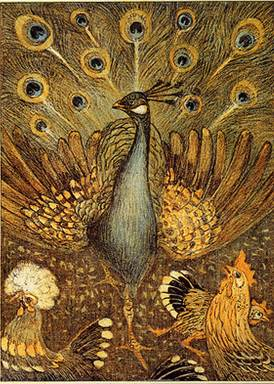
Le paon (calendrier).
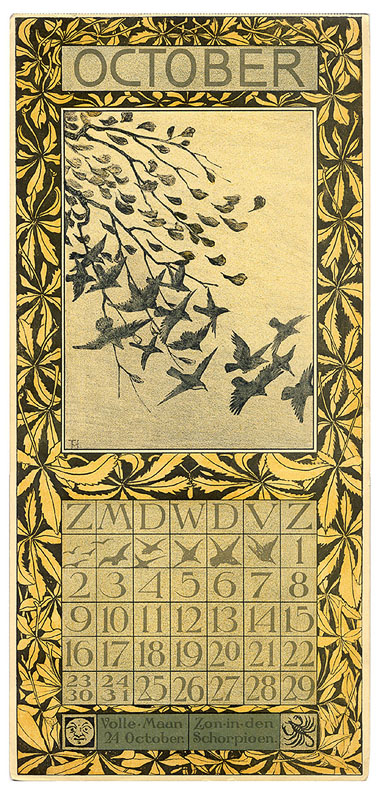
Calendrier d'octobre 1904.